# Christian Giedde
 Der er for få eller ingen kildehenvisninger i denne artikel, hvilket er et problem. Du kan hjælpe ved at angive troværdige kilder til de påstande, som fremføres i artiklen.

Christian Giedde, (født i Kville i 1639, blev begravet i København i 1705).
Bohuslän tilhørte Sverige fra 1658, Christian Giedde Tjente først som musketer i Sverige i 3 år.
Han var så kornet i Polen hos hertugen af Kurland, stadig sandsynligvis som officer, til ca. 1674, og han menes på denne tid at blive gift med Anna Margrethe Charlotte von Geijder, født på Øsel i 1648, død på Kobberstad på Toten efter 1736. Hendes far var kommandant på Øsel, Carl Christian von Geijder, av kurlandsk adel, hendes mor Charlotte von Vietinghoff.
På rejsen hjem fra Kurland besøgte Christian Giedde sin bror Jakob Giedde, på Gotland. Denne har muligvis kunnet fortælle om bedre tjeneste forhold i Danmark, for Christian Giedde trådte så i dansk tjeneste. Etter 1 1/2 års tjeneste i den gamle danske garde, blev han af kong Christian 5, overflyttet til den kongelige danske livgarde til hest. I 1693 blev han Ritmester, tituleret Oberstløjtnant. Han fulgte kong Christian 5. i en række felttog mod kong Carl den 2. af Sverige (må havde været Karl 11. af Sverige)??
Fordi han var på god fod med kongen blev mange misundelige og fjendtlige overfor ham, og for at styrte ham i unåde, satte man ham på en meget vanskelig og farlig post. Han fik til opgave at stoppe urolighederne på Møen, hvor bønderne havde gjort oprør. Det lykkedes imidlertid for ham at få folk i tale og at få oprøret i ro, noget der gjorde ham så populær hos menigmand, at kongen blev anmodet om, af bønderne, at gøre han til Amtmand på Møen.
Kong Frederik 4. skal ha’ gjort han til oberst og kommandant på Møen, lige før hans død; Ifølge et brev fra hans enke til kongen! Han døde imidlertid som ritmester. De fik fire børn.